# Sergio Rodríguez Budes
Sergio Gonzalo Rodríguez Budes ( Montevideo, Uruguay, 5 de enero de 1985) es un ex futbolista uruguayo. Juega de zaguero central izquierdo en Danubio de la Primera División del Fútbol Uruguayo.

## Clubes
| Club                    | País                   | Año               | PJ  | Goles |
| ----------------------- | ---------------------- | ----------------- | --- | ----- |
| Danubio                 | Uruguay                | 2005 - 2009       | 23  | 1     |
| Maccabi Tel Aviv        | Israel                 | 2009              | 4   | 0     |
| Quilmes                 | Argentina              | 2010              | 17  | 0     |
| Rosario Central         | Argentina              | 2010              | 12  | 1     |
| Baniyas                 | Emiratos Árabes Unidos | 2011              | 0   | 0     |
| Montevideo Wanderers    | Uruguay                | 2011              | 17  | 3     |
| Belgrano                | Argentina              | 2012 - 2014       | 31  | 1     |
| Atlético Tucumán        | Argentina              | 2014              | 3   | 0     |
| Instituto               | Argentina              | 2015              | 45  | 3     |
| Independiente Rivadavia | Argentina              | 2016 - 2018       | 13  | 0     |
| Atlético Rafaela        | Argentina              | 2019 - 2020       | N/A | N/A   |
| Danubio                 | Uruguay                | 2020 - Actualidad | 0   | 0     |

## Palmarés

### Campeonatos nacionales
| Título                    | Club    | País    | Año     |
| ------------------------- | ------- | ------- | ------- |
| Torneo Apertura           | Danubio | Uruguay | 2006    |
| Torneo Clausura           | Danubio | Uruguay | 2007    |
| Primera División Uruguaya | Danubio | Uruguay | 2006/07 |

### Otros logros
| Logro                      | Club    | País    | Año  |
| -------------------------- | ------- | ------- | ---- |
| Ascenso a Primera División | Danubio | Uruguay | 2021 |